# ETERNAL (HIMの曲)
「ETERNAL」（エターナル）は、1996年9月1日発売のHIMの6枚目のシングル。

## 解説
- 8cmCDシングル（短冊型）形態でリリース。
- HIM史上初となるフルサイズのPVが制作された。
- 今作から突如、伊秩弘将のクレジットが、それまでの"HIM"表記から"H.IJICHI"へと変更されている。

## 収録曲
1. ETERNAL
（作詞:HIMW,HIMK / 作曲:H.IJICHI / 編曲:Y.MIZUSHIMA）
2. ETERNAL(ORIGINAL KARAOKE)
（作曲:H.IJICHI / 編曲:Y.MIZUSHIMA）

## タイアップ
- ニチレイレディース（テニス）'96 大会イメージソング

## 収録アルバム
- HIM 2ndアルバム『HIMIX A2Z』（1997年6月21日）
  - ORIGINAL MIX

## カバー
- EnGene. 8thシングル「ETERNAL」（2020年8月1日）
- EnGene. 9thシングル「ETERNAL feat. HIM」（2020年9月1日）
- EnGene. リミックスシングル「ETERNAL feat. HIM(Future Pop remix)」（2020年9月1日）